# Roller Coaster
Roller Coaster is een nummer van de Nederlandse muzikant Danny Vera. Het nummer werd uitgebracht op zijn album Pressure Makes Diamonds 1 & 2 uit 2019. Op 15 maart van dat jaar werd het nummer uitgebracht als de vierde single van het album.

## Achtergrond
Roller Coaster is geschreven door Vera en Mercy John, die tevens de akoestische gitaar op het nummer speelt, en is geproduceerd door Vera en Frans Hagenaars. Het nummer gaat over het alledaags leven, dat net als een achtbaan op en neer gaat. Hij vertelde hier zelf over: "Het nummer gaat over het leven, zoals het is. Soms is het leuk, soms heel verdrietig." In het nummer zingt Vera over een bloeiende magnolia; deze is door zijn vader geplant voor zijn overleden moeder.
Vera vond Roller Coaster oorspronkelijk niet goed genoeg om op single te worden uitgebracht. Hij vertelde hierover: "Voor mij was het gewoon een albumtrack. Ik breng zelf nooit liedjes naar de radio." Nadat hij het nummer live speelde bij Omroep MAX, ontving hij zoveel positieve reacties dat hij toch besloot om het als single uit te brengen. Het nummer verkreeg grotere bekendheid nadat toenmalig NPO Radio 2-dj Rob Stenders het vaak draaide tijdens zijn radioprogramma Stenders Platenbonanza.
Roller Coaster bleef lang genoteerd staan in de Nederlandse hitlijsten. In de Nederlandse Top 40 kwam het in eerste instantie niet hoger dan plaats 21, ondanks een notering van 27 weken. Aan het eind van 2019 keerde het terug in de hitlijst en wist het een week later direct de hoogste positie te verbeteren met een negentiende plaats. In de Single Top 100 haalde het nummer pas op 4 januari 2020 de top 10. Toen stond het al 38 weken in de lijst. Aan het einde van 2019 bleek het nummer populair onder de Nederlandse bevolking. Het kwam hoog binnen in diverse allertijdenlijsten van verschillende radiostations. In de Evergreen Top 1000 van NPO Radio 5 kwam het binnen op plaats 16, in de Top 4000 van Radio 10 stond het op plaats 8 en in de NPO Radio 2 Top 2000 van NPO Radio 2 was het de hoogste binnenkomer aller tijden op plaats 4. In 2020 steeg de plaat naar de eerste positie in de NPO Radio 2 Top 2000. In een mini-documentaire van het programma Top 2000 à Go-Go uitgezonden in december 2020 onthulde Mercy John dat hij bij het zien van de Vlaamse film "The Broken Circle Breakdown" het nummer "If I Needed You" van Townes Van Zandt voorbij hoorde komen en iets moest met het gitaarspel van Van Zandt en dit mede verwerkte in het nummer Roller Coaster. In mei 2022 verliet het nummer na 161 weken de Single Top 100, om een week later de opnieuw te betreden. Het lied is met dit aantal weken het langst genoteerde nummer in deze lijst ooit.

## Hitnoteringen

### Nederlandse Top 40
| Hitnotering (week 1 t/m 27): 13-04-2019 t/m 12-10-2019 Hitnotering (week 28 t/m 33): 28-12-2019 t/m 01-02-2020 | Hitnotering (week 1 t/m 27): 13-04-2019 t/m 12-10-2019 Hitnotering (week 28 t/m 33): 28-12-2019 t/m 01-02-2020 | Hitnotering (week 1 t/m 27): 13-04-2019 t/m 12-10-2019 Hitnotering (week 28 t/m 33): 28-12-2019 t/m 01-02-2020 | Hitnotering (week 1 t/m 27): 13-04-2019 t/m 12-10-2019 Hitnotering (week 28 t/m 33): 28-12-2019 t/m 01-02-2020 | Hitnotering (week 1 t/m 27): 13-04-2019 t/m 12-10-2019 Hitnotering (week 28 t/m 33): 28-12-2019 t/m 01-02-2020 | Hitnotering (week 1 t/m 27): 13-04-2019 t/m 12-10-2019 Hitnotering (week 28 t/m 33): 28-12-2019 t/m 01-02-2020 | Hitnotering (week 1 t/m 27): 13-04-2019 t/m 12-10-2019 Hitnotering (week 28 t/m 33): 28-12-2019 t/m 01-02-2020 | Hitnotering (week 1 t/m 27): 13-04-2019 t/m 12-10-2019 Hitnotering (week 28 t/m 33): 28-12-2019 t/m 01-02-2020 | Hitnotering (week 1 t/m 27): 13-04-2019 t/m 12-10-2019 Hitnotering (week 28 t/m 33): 28-12-2019 t/m 01-02-2020 | Hitnotering (week 1 t/m 27): 13-04-2019 t/m 12-10-2019 Hitnotering (week 28 t/m 33): 28-12-2019 t/m 01-02-2020 | Hitnotering (week 1 t/m 27): 13-04-2019 t/m 12-10-2019 Hitnotering (week 28 t/m 33): 28-12-2019 t/m 01-02-2020 | Hitnotering (week 1 t/m 27): 13-04-2019 t/m 12-10-2019 Hitnotering (week 28 t/m 33): 28-12-2019 t/m 01-02-2020 | Hitnotering (week 1 t/m 27): 13-04-2019 t/m 12-10-2019 Hitnotering (week 28 t/m 33): 28-12-2019 t/m 01-02-2020 | Hitnotering (week 1 t/m 27): 13-04-2019 t/m 12-10-2019 Hitnotering (week 28 t/m 33): 28-12-2019 t/m 01-02-2020 | Hitnotering (week 1 t/m 27): 13-04-2019 t/m 12-10-2019 Hitnotering (week 28 t/m 33): 28-12-2019 t/m 01-02-2020 | Hitnotering (week 1 t/m 27): 13-04-2019 t/m 12-10-2019 Hitnotering (week 28 t/m 33): 28-12-2019 t/m 01-02-2020 | Hitnotering (week 1 t/m 27): 13-04-2019 t/m 12-10-2019 Hitnotering (week 28 t/m 33): 28-12-2019 t/m 01-02-2020 | Hitnotering (week 1 t/m 27): 13-04-2019 t/m 12-10-2019 Hitnotering (week 28 t/m 33): 28-12-2019 t/m 01-02-2020 | Hitnotering (week 1 t/m 27): 13-04-2019 t/m 12-10-2019 Hitnotering (week 28 t/m 33): 28-12-2019 t/m 01-02-2020 |
| Week: | 1 | 2 | 3 | 4 | 5 | 6 | 7 | 8 | 9 | 10 | 11 | 12 | 13 | 14 | 15 | 16 | 17 | 18 |
| --- | --- | --- | --- | --- | --- | --- | --- | --- | --- | --- | --- | --- | --- | --- | --- | --- | --- | --- |
| Positie: | 35 | 26 | 23 | 23 | 25 | 24 | 24 | 23 | 21 | 26 | 26 | 27 | 27 | 31 | 32 | 33 | 38 | 38 |
| Week: | 19 | 20 | 21 | 22 | 23 | 24 | 25 | 26 | 27 | | 28 | 29 | 30 | 31 | 32 | 33 | | |
| Positie: | 37 | 39 | 39 | 36 | 36 | 33 | 29 | 32 | 34 | uit | 27 | 19 | 14 | 20 | 26 | 39 | uit | |

### NederlandseSingle Top 100
| Hitnotering (week 1 t/m 161): 20-04-2019 t/m 14-05-2022 Hitnotering (week 162 t/m 170): 28-05-2022 t/m 23-07-2022 Hitnotering (week 171 t/m 173): 06-08-2022 t/m 20-08-2022 Hitnotering (week 174 t/m 184): 24-09-2022 t/m 03-12-2022 Hitnotering (week 185 t/m 191): 07-01-2023 t/m 18-02-2023 Hitnotering (week 192): 11-03-2023 Hitnotering (week 193): 15-04-2023 | Hitnotering (week 1 t/m 161): 20-04-2019 t/m 14-05-2022 Hitnotering (week 162 t/m 170): 28-05-2022 t/m 23-07-2022 Hitnotering (week 171 t/m 173): 06-08-2022 t/m 20-08-2022 Hitnotering (week 174 t/m 184): 24-09-2022 t/m 03-12-2022 Hitnotering (week 185 t/m 191): 07-01-2023 t/m 18-02-2023 Hitnotering (week 192): 11-03-2023 Hitnotering (week 193): 15-04-2023 | Hitnotering (week 1 t/m 161): 20-04-2019 t/m 14-05-2022 Hitnotering (week 162 t/m 170): 28-05-2022 t/m 23-07-2022 Hitnotering (week 171 t/m 173): 06-08-2022 t/m 20-08-2022 Hitnotering (week 174 t/m 184): 24-09-2022 t/m 03-12-2022 Hitnotering (week 185 t/m 191): 07-01-2023 t/m 18-02-2023 Hitnotering (week 192): 11-03-2023 Hitnotering (week 193): 15-04-2023 | Hitnotering (week 1 t/m 161): 20-04-2019 t/m 14-05-2022 Hitnotering (week 162 t/m 170): 28-05-2022 t/m 23-07-2022 Hitnotering (week 171 t/m 173): 06-08-2022 t/m 20-08-2022 Hitnotering (week 174 t/m 184): 24-09-2022 t/m 03-12-2022 Hitnotering (week 185 t/m 191): 07-01-2023 t/m 18-02-2023 Hitnotering (week 192): 11-03-2023 Hitnotering (week 193): 15-04-2023 | Hitnotering (week 1 t/m 161): 20-04-2019 t/m 14-05-2022 Hitnotering (week 162 t/m 170): 28-05-2022 t/m 23-07-2022 Hitnotering (week 171 t/m 173): 06-08-2022 t/m 20-08-2022 Hitnotering (week 174 t/m 184): 24-09-2022 t/m 03-12-2022 Hitnotering (week 185 t/m 191): 07-01-2023 t/m 18-02-2023 Hitnotering (week 192): 11-03-2023 Hitnotering (week 193): 15-04-2023 | Hitnotering (week 1 t/m 161): 20-04-2019 t/m 14-05-2022 Hitnotering (week 162 t/m 170): 28-05-2022 t/m 23-07-2022 Hitnotering (week 171 t/m 173): 06-08-2022 t/m 20-08-2022 Hitnotering (week 174 t/m 184): 24-09-2022 t/m 03-12-2022 Hitnotering (week 185 t/m 191): 07-01-2023 t/m 18-02-2023 Hitnotering (week 192): 11-03-2023 Hitnotering (week 193): 15-04-2023 | Hitnotering (week 1 t/m 161): 20-04-2019 t/m 14-05-2022 Hitnotering (week 162 t/m 170): 28-05-2022 t/m 23-07-2022 Hitnotering (week 171 t/m 173): 06-08-2022 t/m 20-08-2022 Hitnotering (week 174 t/m 184): 24-09-2022 t/m 03-12-2022 Hitnotering (week 185 t/m 191): 07-01-2023 t/m 18-02-2023 Hitnotering (week 192): 11-03-2023 Hitnotering (week 193): 15-04-2023 | Hitnotering (week 1 t/m 161): 20-04-2019 t/m 14-05-2022 Hitnotering (week 162 t/m 170): 28-05-2022 t/m 23-07-2022 Hitnotering (week 171 t/m 173): 06-08-2022 t/m 20-08-2022 Hitnotering (week 174 t/m 184): 24-09-2022 t/m 03-12-2022 Hitnotering (week 185 t/m 191): 07-01-2023 t/m 18-02-2023 Hitnotering (week 192): 11-03-2023 Hitnotering (week 193): 15-04-2023 | Hitnotering (week 1 t/m 161): 20-04-2019 t/m 14-05-2022 Hitnotering (week 162 t/m 170): 28-05-2022 t/m 23-07-2022 Hitnotering (week 171 t/m 173): 06-08-2022 t/m 20-08-2022 Hitnotering (week 174 t/m 184): 24-09-2022 t/m 03-12-2022 Hitnotering (week 185 t/m 191): 07-01-2023 t/m 18-02-2023 Hitnotering (week 192): 11-03-2023 Hitnotering (week 193): 15-04-2023 | Hitnotering (week 1 t/m 161): 20-04-2019 t/m 14-05-2022 Hitnotering (week 162 t/m 170): 28-05-2022 t/m 23-07-2022 Hitnotering (week 171 t/m 173): 06-08-2022 t/m 20-08-2022 Hitnotering (week 174 t/m 184): 24-09-2022 t/m 03-12-2022 Hitnotering (week 185 t/m 191): 07-01-2023 t/m 18-02-2023 Hitnotering (week 192): 11-03-2023 Hitnotering (week 193): 15-04-2023 | Hitnotering (week 1 t/m 161): 20-04-2019 t/m 14-05-2022 Hitnotering (week 162 t/m 170): 28-05-2022 t/m 23-07-2022 Hitnotering (week 171 t/m 173): 06-08-2022 t/m 20-08-2022 Hitnotering (week 174 t/m 184): 24-09-2022 t/m 03-12-2022 Hitnotering (week 185 t/m 191): 07-01-2023 t/m 18-02-2023 Hitnotering (week 192): 11-03-2023 Hitnotering (week 193): 15-04-2023 | Hitnotering (week 1 t/m 161): 20-04-2019 t/m 14-05-2022 Hitnotering (week 162 t/m 170): 28-05-2022 t/m 23-07-2022 Hitnotering (week 171 t/m 173): 06-08-2022 t/m 20-08-2022 Hitnotering (week 174 t/m 184): 24-09-2022 t/m 03-12-2022 Hitnotering (week 185 t/m 191): 07-01-2023 t/m 18-02-2023 Hitnotering (week 192): 11-03-2023 Hitnotering (week 193): 15-04-2023 | Hitnotering (week 1 t/m 161): 20-04-2019 t/m 14-05-2022 Hitnotering (week 162 t/m 170): 28-05-2022 t/m 23-07-2022 Hitnotering (week 171 t/m 173): 06-08-2022 t/m 20-08-2022 Hitnotering (week 174 t/m 184): 24-09-2022 t/m 03-12-2022 Hitnotering (week 185 t/m 191): 07-01-2023 t/m 18-02-2023 Hitnotering (week 192): 11-03-2023 Hitnotering (week 193): 15-04-2023 | Hitnotering (week 1 t/m 161): 20-04-2019 t/m 14-05-2022 Hitnotering (week 162 t/m 170): 28-05-2022 t/m 23-07-2022 Hitnotering (week 171 t/m 173): 06-08-2022 t/m 20-08-2022 Hitnotering (week 174 t/m 184): 24-09-2022 t/m 03-12-2022 Hitnotering (week 185 t/m 191): 07-01-2023 t/m 18-02-2023 Hitnotering (week 192): 11-03-2023 Hitnotering (week 193): 15-04-2023 | Hitnotering (week 1 t/m 161): 20-04-2019 t/m 14-05-2022 Hitnotering (week 162 t/m 170): 28-05-2022 t/m 23-07-2022 Hitnotering (week 171 t/m 173): 06-08-2022 t/m 20-08-2022 Hitnotering (week 174 t/m 184): 24-09-2022 t/m 03-12-2022 Hitnotering (week 185 t/m 191): 07-01-2023 t/m 18-02-2023 Hitnotering (week 192): 11-03-2023 Hitnotering (week 193): 15-04-2023 | Hitnotering (week 1 t/m 161): 20-04-2019 t/m 14-05-2022 Hitnotering (week 162 t/m 170): 28-05-2022 t/m 23-07-2022 Hitnotering (week 171 t/m 173): 06-08-2022 t/m 20-08-2022 Hitnotering (week 174 t/m 184): 24-09-2022 t/m 03-12-2022 Hitnotering (week 185 t/m 191): 07-01-2023 t/m 18-02-2023 Hitnotering (week 192): 11-03-2023 Hitnotering (week 193): 15-04-2023 | Hitnotering (week 1 t/m 161): 20-04-2019 t/m 14-05-2022 Hitnotering (week 162 t/m 170): 28-05-2022 t/m 23-07-2022 Hitnotering (week 171 t/m 173): 06-08-2022 t/m 20-08-2022 Hitnotering (week 174 t/m 184): 24-09-2022 t/m 03-12-2022 Hitnotering (week 185 t/m 191): 07-01-2023 t/m 18-02-2023 Hitnotering (week 192): 11-03-2023 Hitnotering (week 193): 15-04-2023 | Hitnotering (week 1 t/m 161): 20-04-2019 t/m 14-05-2022 Hitnotering (week 162 t/m 170): 28-05-2022 t/m 23-07-2022 Hitnotering (week 171 t/m 173): 06-08-2022 t/m 20-08-2022 Hitnotering (week 174 t/m 184): 24-09-2022 t/m 03-12-2022 Hitnotering (week 185 t/m 191): 07-01-2023 t/m 18-02-2023 Hitnotering (week 192): 11-03-2023 Hitnotering (week 193): 15-04-2023 | Hitnotering (week 1 t/m 161): 20-04-2019 t/m 14-05-2022 Hitnotering (week 162 t/m 170): 28-05-2022 t/m 23-07-2022 Hitnotering (week 171 t/m 173): 06-08-2022 t/m 20-08-2022 Hitnotering (week 174 t/m 184): 24-09-2022 t/m 03-12-2022 Hitnotering (week 185 t/m 191): 07-01-2023 t/m 18-02-2023 Hitnotering (week 192): 11-03-2023 Hitnotering (week 193): 15-04-2023 | Hitnotering (week 1 t/m 161): 20-04-2019 t/m 14-05-2022 Hitnotering (week 162 t/m 170): 28-05-2022 t/m 23-07-2022 Hitnotering (week 171 t/m 173): 06-08-2022 t/m 20-08-2022 Hitnotering (week 174 t/m 184): 24-09-2022 t/m 03-12-2022 Hitnotering (week 185 t/m 191): 07-01-2023 t/m 18-02-2023 Hitnotering (week 192): 11-03-2023 Hitnotering (week 193): 15-04-2023 | Hitnotering (week 1 t/m 161): 20-04-2019 t/m 14-05-2022 Hitnotering (week 162 t/m 170): 28-05-2022 t/m 23-07-2022 Hitnotering (week 171 t/m 173): 06-08-2022 t/m 20-08-2022 Hitnotering (week 174 t/m 184): 24-09-2022 t/m 03-12-2022 Hitnotering (week 185 t/m 191): 07-01-2023 t/m 18-02-2023 Hitnotering (week 192): 11-03-2023 Hitnotering (week 193): 15-04-2023 |
| Week: | 1 | 2 | 3 | 4 | 5 | 6 | 7 | 8 | 9 | 10 | 11 | 12 | 13 | 14 | 15 | 16 | 17 | 18 | 19 | 20 |
| --- | --- | --- | --- | --- | --- | --- | --- | --- | --- | --- | --- | --- | --- | --- | --- | --- | --- | --- | --- | --- |
| Positie: | 89 | 96 | 78 | 79 | 72 | 57 | 48 | 50 | 46 | 42 | 51 | 57 | 48 | 51 | 48 | 47 | 49 | 52 | 52 | 51 |
| Week: | 21 | 22 | 23 | 24 | 25 | 26 | 27 | 28 | 29 | 30 | 31 | 32 | 33 | 34 | 35 | 36 | 37 | 38 | 39 | 40 |
| Positie: | 49 | 49 | 45 | 41 | 39 | 49 | 45 | 50 | 60 | 56 | 55 | 58 | 61 | 54 | 19 | 32 | 25 | 8 | 13 | 22 |
| Week: | 41 | 42 | 43 | 44 | 45 | 46 | 47 | 48 | 49 | 50 | 51 | 52 | 53 | 54 | 55 | 56 | 57 | 58 | 59 | 60 |
| Positie: | 25 | 29 | 35 | 42 | 46 | 45 | 49 | 50 | 52 | 51 | 43 | 39 | 26 | 25 | 20 | 32 | 34 | 33 | 36 | 40 |
| Week: | 61 | 62 | 63 | 64 | 65 | 66 | 67 | 68 | 69 | 70 | 71 | 72 | 73 | 74 | 75 | 76 | 77 | 78 | 79 | 80 |
| Positie: | 39 | 48 | 53 | 50 | 56 | 56 | 51 | 48 | 57 | 69 | 60 | 55 | 53 | 51 | 53 | 85 | 62 | 49 | 42 | 38 |
| Week: | 81 | 82 | 83 | 84 | 85 | 86 | 87 | 88 | 89 | 90 | 91 | 92 | 93 | 94 | 95 | 96 | 97 | 98 | 99 | 100 |
| Positie: | 44 | 45 | 43 | 39 | 41 | 44 | 9 | 14 | 13 | 20 | 5 | 18 | 23 | 27 | 30 | 30 | 33 | 38 | 42 | 46 |
| Week: | 101 | 102 | 103 | 104 | 105 | 106 | 107 | 108 | 109 | 110 | 111 | 112 | 113 | 114 | 115 | 116 | 117 | 118 | 119 | 120 |
| Positie: | 41 | 36 | 43 | 34 | 39 | 47 | 46 | 46 | 43 | 50 | 68 | 59 | 65 | 73 | 69 | 68 | 69 | 72 | 70 | 65 |
| Week: | 121 | 122 | 123 | 124 | 125 | 126 | 127 | 128 | 129 | 130 | 131 | 132 | 133 | 134 | 135 | 136 | 137 | 138 | 139 | 140 |
| Positie: | 75 | 69 | 73 | 82 | 79 | 92 | 88 | 86 | 75 | 87 | 80 | 80 | 78 | 83 | 86 | 77 | 80 | 76 | 70 | 92 |
| Week: | 141 | 142 | 143 | 144 | 145 | 146 | 147 | 148 | 149 | 150 | 151 | 152 | 153 | 154 | 155 | 156 | 157 | 158 | 159 | 160 |
| Positie: | 76 | 80 | 36 | 52 | 59 | 62 | 63 | 61 | 64 | 69 | 71 | 83 | 89 | 89 | 97 | 82 | 90 | 87 | 88 | 84 |
| Week: | 161 | | 162 | 163 | 164 | 165 | 166 | 167 | 168 | 169 | 170 | | 171 | 172 | 173 | | 174 | 175 | 176 | 177 |
| Positie: | 99 | uit | 88 | 88 | 92 | 100 | 96 | 92 | 100 | 96 | 100 | uit | 97 | 97 | 100 | uit | 94 | 89 | 84 | 90 |
| Week: | 178 | 179 | 180 | 181 | 182 | 183 | 184 | | 185 | 186 | 187 | 188 | 189 | 190 | 191 | | 192 | | 193 | |
| Positie: | 90 | 92 | 93 | 100 | 100 | 83 | 90 | uit | 47 | 69 | 88 | 94 | 90 | 94 | 97 | uit | 100 | uit | 93 | uit |

### VlaamseUltratop 50
| Hitnotering (week 1 t/m 7): 07-03-2020 t/m 18-04-2020 Hitnotering (week 8 t/m 10): 09-05-2020 t/m 23-05-2020 | Hitnotering (week 1 t/m 7): 07-03-2020 t/m 18-04-2020 Hitnotering (week 8 t/m 10): 09-05-2020 t/m 23-05-2020 | Hitnotering (week 1 t/m 7): 07-03-2020 t/m 18-04-2020 Hitnotering (week 8 t/m 10): 09-05-2020 t/m 23-05-2020 | Hitnotering (week 1 t/m 7): 07-03-2020 t/m 18-04-2020 Hitnotering (week 8 t/m 10): 09-05-2020 t/m 23-05-2020 | Hitnotering (week 1 t/m 7): 07-03-2020 t/m 18-04-2020 Hitnotering (week 8 t/m 10): 09-05-2020 t/m 23-05-2020 | Hitnotering (week 1 t/m 7): 07-03-2020 t/m 18-04-2020 Hitnotering (week 8 t/m 10): 09-05-2020 t/m 23-05-2020 | Hitnotering (week 1 t/m 7): 07-03-2020 t/m 18-04-2020 Hitnotering (week 8 t/m 10): 09-05-2020 t/m 23-05-2020 | Hitnotering (week 1 t/m 7): 07-03-2020 t/m 18-04-2020 Hitnotering (week 8 t/m 10): 09-05-2020 t/m 23-05-2020 | Hitnotering (week 1 t/m 7): 07-03-2020 t/m 18-04-2020 Hitnotering (week 8 t/m 10): 09-05-2020 t/m 23-05-2020 | Hitnotering (week 1 t/m 7): 07-03-2020 t/m 18-04-2020 Hitnotering (week 8 t/m 10): 09-05-2020 t/m 23-05-2020 | Hitnotering (week 1 t/m 7): 07-03-2020 t/m 18-04-2020 Hitnotering (week 8 t/m 10): 09-05-2020 t/m 23-05-2020 | Hitnotering (week 1 t/m 7): 07-03-2020 t/m 18-04-2020 Hitnotering (week 8 t/m 10): 09-05-2020 t/m 23-05-2020 | Hitnotering (week 1 t/m 7): 07-03-2020 t/m 18-04-2020 Hitnotering (week 8 t/m 10): 09-05-2020 t/m 23-05-2020 |
| Week: | 1 | 2 | 3 | 4 | 5 | 6 | 7 | | 8 | 9 | 10 | |
| --- | --- | --- | --- | --- | --- | --- | --- | --- | --- | --- | --- | --- |
| Positie: | 46 | 43 | 33 | 30 | 40 | 35 | 40 | uit | 22 | 45 | 38 | uit |

### Evergreen Top 1000
| Evergreen Top 1000 "Roller Coaster" | Evergreen Top 1000 "Roller Coaster" | Evergreen Top 1000 "Roller Coaster" | Evergreen Top 1000 "Roller Coaster" | Evergreen Top 1000 "Roller Coaster" | Evergreen Top 1000 "Roller Coaster" | Evergreen Top 1000 "Roller Coaster" | Evergreen Top 1000 "Roller Coaster" | Evergreen Top 1000 "Roller Coaster" | Evergreen Top 1000 "Roller Coaster" | Evergreen Top 1000 "Roller Coaster" | Evergreen Top 1000 "Roller Coaster" | Evergreen Top 1000 "Roller Coaster" | Evergreen Top 1000 "Roller Coaster" | Evergreen Top 1000 "Roller Coaster" | Evergreen Top 1000 "Roller Coaster" | Evergreen Top 1000 "Roller Coaster" |
| Jaar                                | 2008                                | 2009                                | 2010                                | 2011                                | 2012                                | 2013                                | 2014                                | 2015                                | 2016                                | 2017                                | 2018                                | 2019                                | 2020                                | 2021                                | 2022                                | 2023                                |
| ----------------------------------- | ----------------------------------- | ----------------------------------- | ----------------------------------- | ----------------------------------- | ----------------------------------- | ----------------------------------- | ----------------------------------- | ----------------------------------- | ----------------------------------- | ----------------------------------- | ----------------------------------- | ----------------------------------- | ----------------------------------- | ----------------------------------- | ----------------------------------- | ----------------------------------- |
| Positie                             | -                                   | -                                   | -                                   | -                                   | -                                   | -                                   | -                                   | -                                   | -                                   | -                                   | -                                   | 16                                  | 1                                   | 1                                   | 2                                   | 2                                   |

### NPO Radio 2 Top 2000
| Nummer met noteringen in de NPO Radio 2 Top 2000 | '19 | '20 | '21 | '22 | '23 | '24 |
| ------------------------------------------------ | --- | --- | --- | --- | --- | --- |
| Roller Coaster                                   | 4   | 1   | 2   | 2   | 2   | 4   |

1. ↑  Een vetgedrukt getal geeft de hoogste notering aan.
2. ↑  2019 was het eerste jaar met een notering voor dit nummer.

### Radio 2 1000 Klassiekers
| Nummer met notering(en) in de 1000 Klassiekers van Radio 2 | '19 | '20 |
| ---------------------------------------------------------- | --- | --- |
| Roller Coaster                                             | -   | 220 |

1. ↑  Een getal geeft de plaats aan; een '-' dat het nummer niet genoteerd was. Een vetgedrukt getal geeft aan dat dit de hoogste notering betreft.